# Згуба волі
Згуба волі — історична поема Богдана Скробута
Історична поема «Згуба волі» написана під час перебування автора 9-11 червня 1993 року у м. Полтаві та с. Ковалівка Полтавської области.
Оновною темою поеми є події Полтавської битви та історичні особи Іван Мазепа та Петро I.
Епічність і пафосність твору мають виразні народні джерела. Автор намагається осмислити причину трагічних сторінок минувшини та вироблення громадянсько-патріотичної позиції в сучасників і приходить до висновку, який виношували багато українців і який на нині є актуальним. Закінчується твір рядками:
|                  | Брати і сестри! Українці! Прошу, не будьте поодинці! |
| — Богдан Скробут |                                                      |

## Видання
У 2011 році поему було видано на кошти, зібрані прихильниками поета. Огнєва Людмила займалася упорядкуванням, розробила оригінал-макету та верстку, ілюстрації для твору зробила Довгич Стефанія. Друкований твір склав 38 сторінок. 